# Герб Рекіт
Герб Рекі́т затверджений 29 грудня 2002 р. рішенням № 36 IV сесії Лісковецької сільської ради.

## Опис
Композиційну основу герба становить фігурна площина з бойківським орнаментом.
У верхній частині основи позначена приблизна дата заснування села XIV століття. Однак окремі джерела засвідчують про те, що село виникло ще раніше. Як і село Лісковець, село Рекіти засноване втікачами з-за Карпатського хребта, на водорозділі якого розташовані ці населені пункти.
Герб поділяється на дві геометричні площини, відсічені його основою, але з'єднані рельєфними лініями по краях, що відповідає усталеним законам геральдичного мистецтва.
На верхній площині рельєфно зображено землероба — горянина за одвічним його заняттям — оранкою землі. Це символізує споконвічне заняття горян, їх любов до землі, отчого краю, духовне багатство верховинців.
У нижній частині фігурної площини рельєфно зображені найпростіші знаряддя праці горян, які символізують основні види сільськогосподарських робіт: розвиток вівчарства і землеробства. Граблі, вила, коса символізують розвиток тваринництва, оскільки сінокосіння було передумовою утримання сільських ґаздівств. Ці предмети встромлені в цеберко-дійницю. Це свідчить про те, що основу тваринництва складало розведення великої рогатої худоби та вівчарства.
Символи розташовані на одній площині, яка за формою нагадує казан — основний геральдичний елемент герба, який символізує бурління горян, тобто їхнє життя. Воно кипіло в часі, передаючи з роду в рід все найкраще, набуте предками: великий життєвий досвід, потяг до матері землі, красу труда, тепло і затишок ватри в домі.